# Ian James (Rennfahrer)

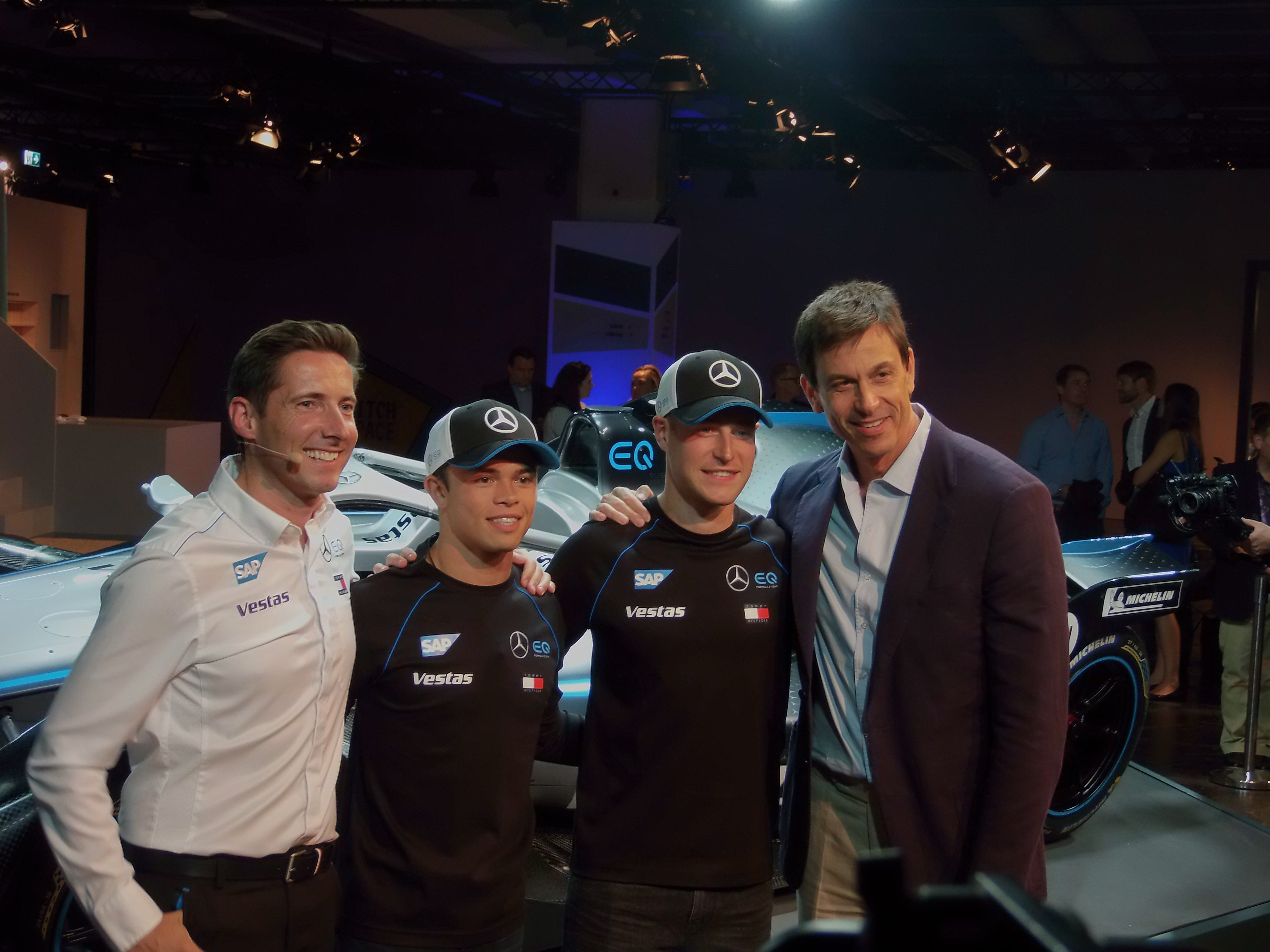
Ian James (links) mit Nyck de Vries, Stoffel Vandoorne und Toto Wolff 2019

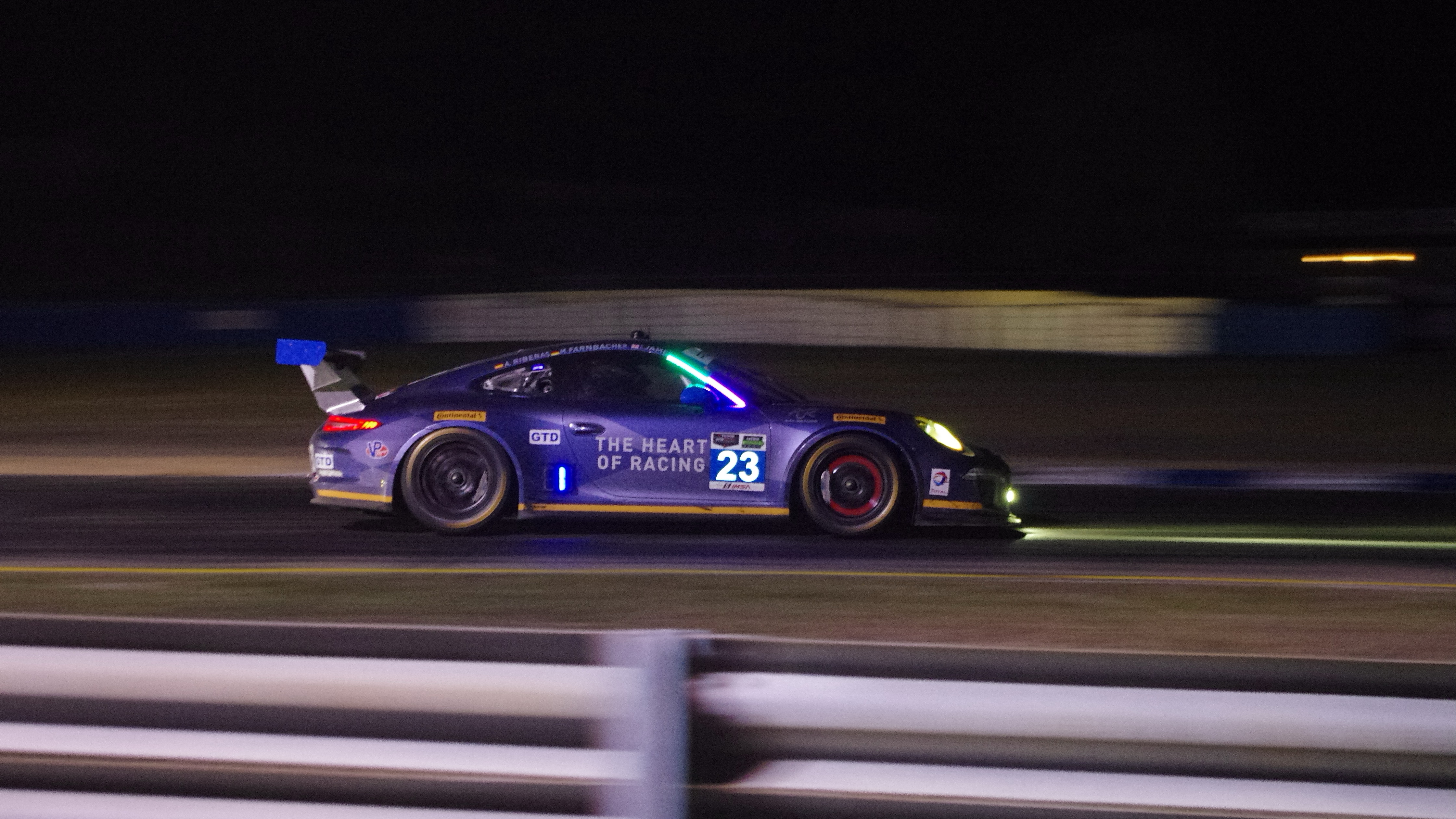
Der von Ian James gefahrene Porsche 911 GT3 beim 12-Stunden-Rennen von Sebring 2014

Ian James (* 22. Juli 1974 in Epsom) ist ein britischer Autorennfahrer und Rennstallbesitzer.

## Karriere als Rennfahrer
Ian James verbrachte die meiste Zeit seiner Fahrerkarriere im nordamerikanischen Sportwagensport, weshalb er in einigen Publikationen fälschlicherweise als US-Amerikaner dargestellt wird. Erste Rennen fuhr er 1993 in Formula Vauxhall Junior, darauf folgten ab 1997 Einsätze in der britischen Formel-3-Meisterschaft. 2000 wechselte er zu den Sportwagen und ging viele Jahre für unterschiedliche Rennteams in der American Le Mans Series an den Start. 2004 gewann er auf den Renwagenmodellen Lola B2K/40 und Courage C65 die Endwertung der LMP2-Klasse dieser Rennserie. Ab 2014 fuhr er Rennen in der IMSA WeatherTech SportsCar Championship und war in der Pirelli World Challenge erfolgreich.
Bis zum Ablauf der Saison 2024 war er viermal beim 24-Stunden-Rennen von Le Mans und 17-mal beim 12-Stunden-Rennen von Sebring am Start. In Le Mans war seine beste Platzierung der 14. Gesamtrang 2006 und in Sebring der neunte Gesamtrang 2009.
Ian James ist Eigentümer des Rennstalls Heart of Racing Team.

## Statistik

### Le-Mans-Ergebnisse
| Jahr | Team                 | Fahrzeug                         | Teamkollege       | Teamkollege       | Platzierung     | Ausfallgrund |
| ---- | -------------------- | -------------------------------- | ----------------- | ----------------- | --------------- | ------------ |
| 2005 | Miracle Motorsports  | Courage C65                      | John Macaluso     | Andy Lally        | disqualifiziert |              |
| 2006 | Miracle Motorsports  | Courage C65                      | John Macaluso     | Andy Lally        | Rang 14         |              |
| 2023 | Northwest AMR        | Aston Martin Vantage AMR         | Daniel Mancinelli | Alex Riberas      | Rang 33         |              |
| 2024 | Heart of Racing Team | Aston Martin Vantage AMR GT3 Evo | Daniel Mancinelli | Alex Riberas      | Ausfall         | Unfall       |
| 2025 | Heart of Racing Team | Aston Martin Vantage AMR GT3 Evo | Mattia Drudi      | Zacharie Robichon | Rang 36         |              |

### Sebring-Ergebnisse
| Jahr | Team                         | Fahrzeug                         | Teamkollege          | Teamkollege      | Platzierung             | Ausfallgrund    |
| ---- | ---------------------------- | -------------------------------- | -------------------- | ---------------- | ----------------------- | --------------- |
| 2000 | MCR Nygmatech                | Porsche 911 Carrera RSR          | João Barbosa         | Tim Robertson    | Rang 18                 |                 |
| 2003 | Sezio Florida Racing Team    | Norma M-2000-02                  | Patrice Roussel      | Allan Ziegelman  | Ausfall                 | Getriebeschaden |
| 2004 | American Spirit Racing Inc.  | Lola B2K/40                      | Mike Borkowski       | John Macaluso    | Rang 21 und Klassensieg |                 |
| 2005 | Team Bucknum Racing          | Courage C65                      | Jeff Bucknum         | Chris McMurry    | Rang 11 und Klassensieg |                 |
| 2006 | BMW Team PTG                 | BMW M3 E46                       | Joey Hand            | Bill Auberlen    | Ausfall                 | Getriebeschaden |
| 2007 | Tafel Racing                 | Porsche 997 GT3 RSR              | Dominik Farnbacher   | Jim Tafel        | Rang 17                 |                 |
| 2009 | Panoz Team PTG               | Panoz Esperante GT-LM            | Dominik Farnbacher   |                  | Rang 9                  |                 |
| 2011 | Panoz Racing                 | Panoz Abruzzi                    | Benjamin Leuenberger |                  | Ausfall                 | Mechanik        |
| 2014 | Team Seattle Alex Job Racing | Porsche 911 GT3                  | Mario Farnbacher     | Alex Riberas     | Rang 25                 |                 |
| 2015 | Team Seattle Alex Job Racing | Porsche 911 GT America           | Mario Farnbacher     | Alex Riberas     | Rang 15 und Klassensieg |                 |
| 2016 | Team Seattle Alex Job Racing | Porsche 911 GT3 R                | Mario Farnbacher     | Alex Riberas     | Rang 23                 |                 |
| 2017 | 3GT Racing                   | Lexus RCF GT3                    | Scott Pruett         | Sage Karam       | Rang 34                 |                 |
| 2020 | Heart of Racing Team         | Aston Martin Vantage GT3         | Darren Turner        | Roman De Angelis | Rang 19                 |                 |
| 2021 | Heart of Racing Team         | Aston Martin Vantage GT3         | Ross Gunn            | Roman De Angelis | Rang 20                 |                 |
| 2022 | Heart of Racing Team         | Aston Martin Vantage AMR GT3     | Tom Gamble           | Roman De Angelis | Rang 41                 |                 |
| 2023 | Heart of Racing Team         | Aston Martin Vantage AMR GT3     | Marco Sørensen       | Roman De Angelis | Ausfall                 | Unfall          |
| 2024 | Heart of Racing Team         | Aston Martin Vantage AMR GT3 Evo | Zacharie Robichon    | Roman De Angelis | Rang 32                 |                 |

### Einzelergebnisse in der FIA-Langstrecken-Weltmeisterschaft
| Saison | Team              | Rennwagen                    | 1   | 2   | 3   | 4   | 5   | 6   | 7   | 8   |
| ------ | ----------------- | ---------------------------- | --- | --- | --- | --- | --- | --- | --- | --- |
| 2023   | Northwest AMR     | Aston Martin Vantage AMR     | SEB | POR | SPA | LEM | MON | FUJ | BAH |     |
| 2023   | Northwest AMR     | Aston Martin Vantage AMR     |     |     | 26  | 33  |     | 29  | 24  |     |
| 2024   | Heart Racing Team | Aston Martin Vantage AMR GT3 | KAT | IMO | SPA | LEM | SAO | AUS | FUJ | BAH |
| 2024   | Heart Racing Team | Aston Martin Vantage AMR GT3 | 17  | 22  | 26  | DNF | 20  | 16  | 21  | 25  |
| 2025   | Heart of Racing   | Aston Martin Vantage AMR GT3 | KAT | IMO | SPA | LEM | SAO | AUS | FUJ | BAH |
| 2025   | Heart of Racing   | Aston Martin Vantage AMR GT3 | 23  | DNF | 19  | 36  | 31  |     |     |     |